# Ludewa
Ludewa ist ein Distrikt der 2012 gegründeten Njombe-Region in Tansania. Der Distrikt grenzt im Norden an die Distrikte Makete und Njombe, im Südosten an die Region Ruvuma und im Westen über den Malawisee an Malawi und im Nordwesten an die Region Mbeya.

## Geographie und Verkehrslage

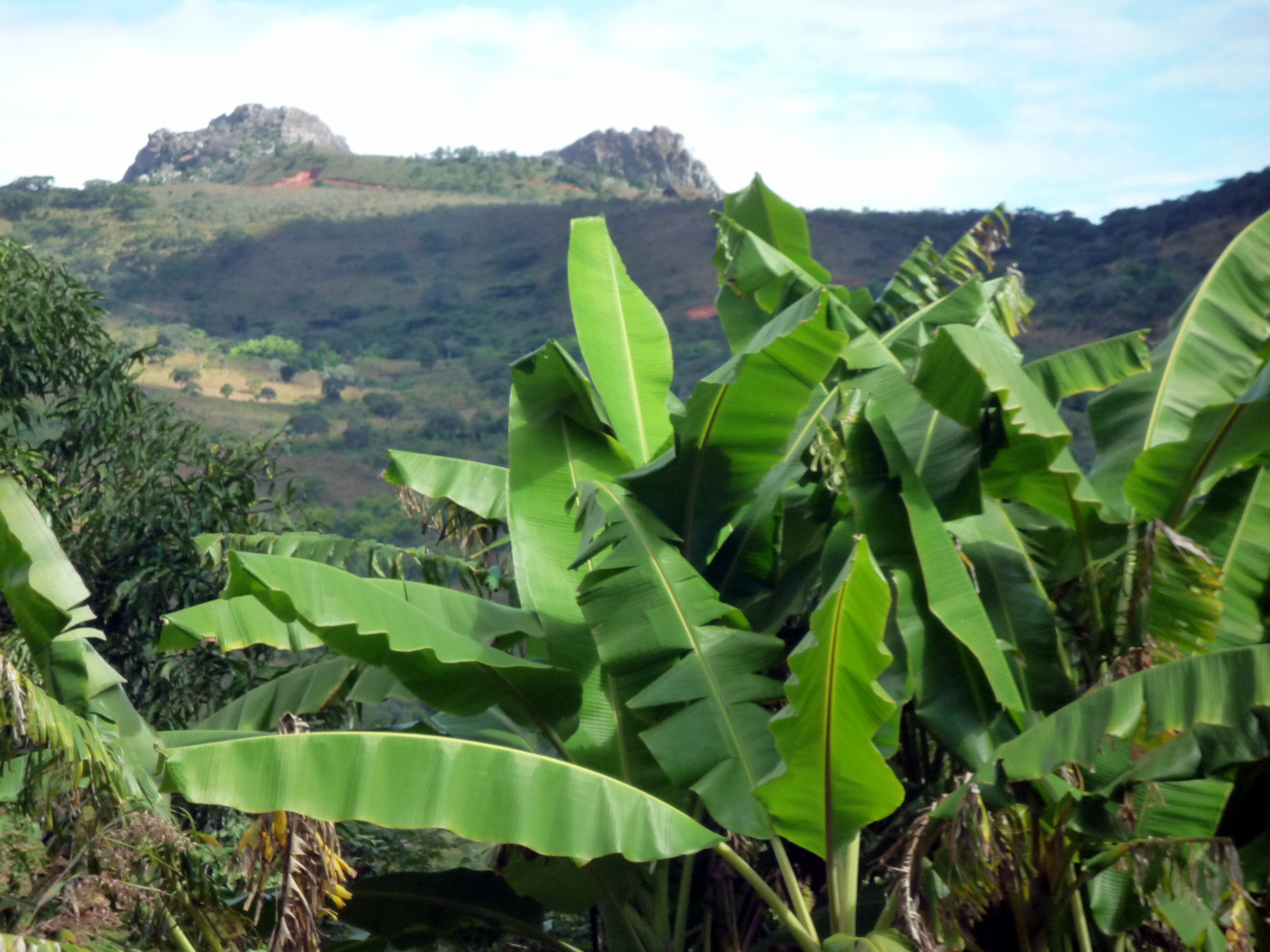
Eisen Berg Liganga im Distrikt Ludewa.

Ludewa liegt im südlichen Teil der Region Njombe. In der Stadt Njombe wurde 2013 ein großer Neubau für die Regionalverwaltung errichtet. Auf Karten und Satellitenbildern wird der Distrikt und die Kreisstadt auch oft als „Rudewa“ benannt, da die lokale Bevölkerung „l“ und „r“ nur schwer unterscheiden kann.
Die Livingstone-Berge mit Höhen bis zu 2600 m durchziehen den ganzen Distrikt mit drei Gebirgsketten. Die Hochtäler sind tief zerschnitten. Mehrere kleine Flüsse führen ganzjährig Wasser, das bei Mavanga, Lugarawa und Mawengi an drei Stellen durch Kleinkraftwerke zur Stromerzeugung für Inselnetze genutzt werden kann.
Einziges städtisches Zentrum ist die Kreisstadt Ludewa mit Distriktverwaltung, Krankenhaus, Stromversorgung durch ein Diesel-Kraftwerk mit zwei Generatoren, Polizeistation, Banken, Internetcafé, Tankstelle, katholischer und anglikanischer Kirche, zwei Sekundarschulen sowie einer nahe gelegenen großen Gefängnisfarm.

## Geschichte
Der Distrikt wurde im Jahr 1975 als Teil der Region Iringa gegründet. Seit der Aufteilung dieser Region im Jahr 2012 ist Ludewa ein Distrikt der Region Njombe.

## Verwaltungsgliederung
Meist werden mehrere Siedlungen zu einem „Ward“ als Verwaltungsgemeinschaft zusammengefasst. Mehrere Wards bilden dann eine Division, die von einem Beamten (division officer) administrativ geleitet wird. Auf Distrikt-Ebene gibt es als lokales „Parlament“ den District Council unter Vorsitz eines gewählten Chairman. Die Verwaltung wird von einem District Executive Director unter der Aufsicht eines von der Zentralregierung entsandten District Commissioner geleitet.
Wards (Bezirke) in Ludewa:
- Ibumi
- Iwela
- Kilondo
- Lifuma
- Luana
- Lubonde
- Ludende
- Ludewa
- Lugarawa
- Luilo
- Lumbila
- Lupanga
- Lupingu
- Madilu
- Madope
- Makonde
- Manda
- Masasi
- Mavanga
- Mawengi
- Milo
- Mkongobaki
- Mlangali
- Mundindi
- Nkomang'ombe
- Ruhuhu

## Bevölkerung
Die Volkszählung von 2012 ergab eine Einwohnerzahl von 133 218. Traditionell unterscheiden sich die Bevölkerungsgruppen der Wapangwa, Wakinga, und Wamanda. Die jährliche Wachstumsrate wird mit 0,8 % geschätzt. Die durchschnittliche Haushaltsgröße betrug 4,4 Personen. Bei der Volkszählung 2022 lebten 151.361 Menschen in 39.850 Haushalten.
Die Stromversorgung erfolgt in vier kleineren Inselnetzen: staatlich in Ludewa Stadt mit Anschluss von Dörfern in der Umgebung, sowie privat (katholische Kirche) in Lugarawa, Mavanga und Mawengi.
61 % der Bevölkerung haben Zugang zu gereinigtem Wasser.
90 % der Einwohner arbeiten in der Selbstversorger-Landwirtschaft (Subsistenzwirtschaft).
Der Ludewa-Distrikt ist in der Kreisstadt an das Telefonnetz der Tanzania Telecommunication Company TCCL angeschlossen und wird fast flächendeckend von den Mobilfunknetzen TIGO, Airtel und Vodacom abgedeckt.

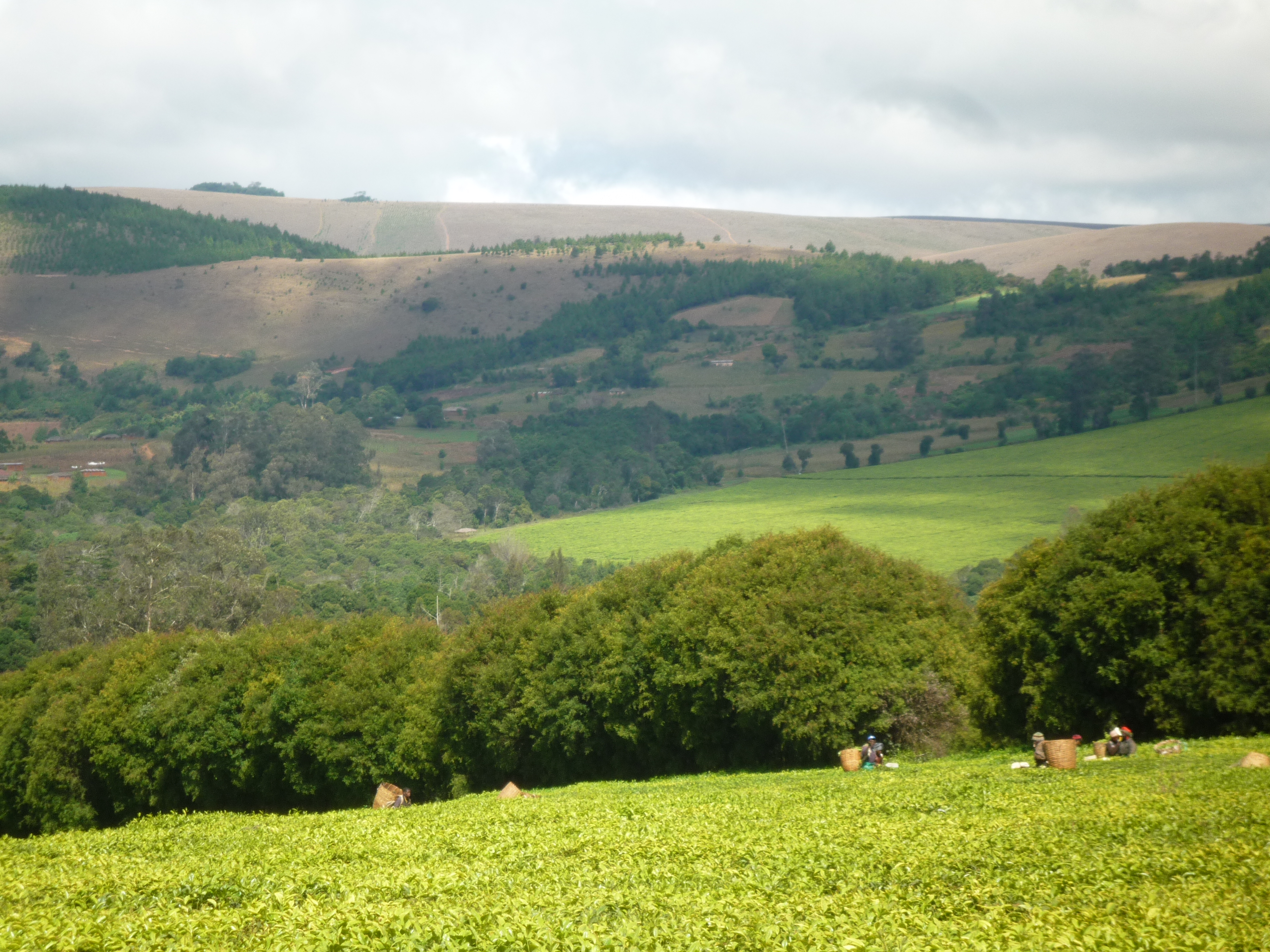
In den 2000 m hoch gelegenen Livingstone Highlands gibt es mehrere Teeplantagen

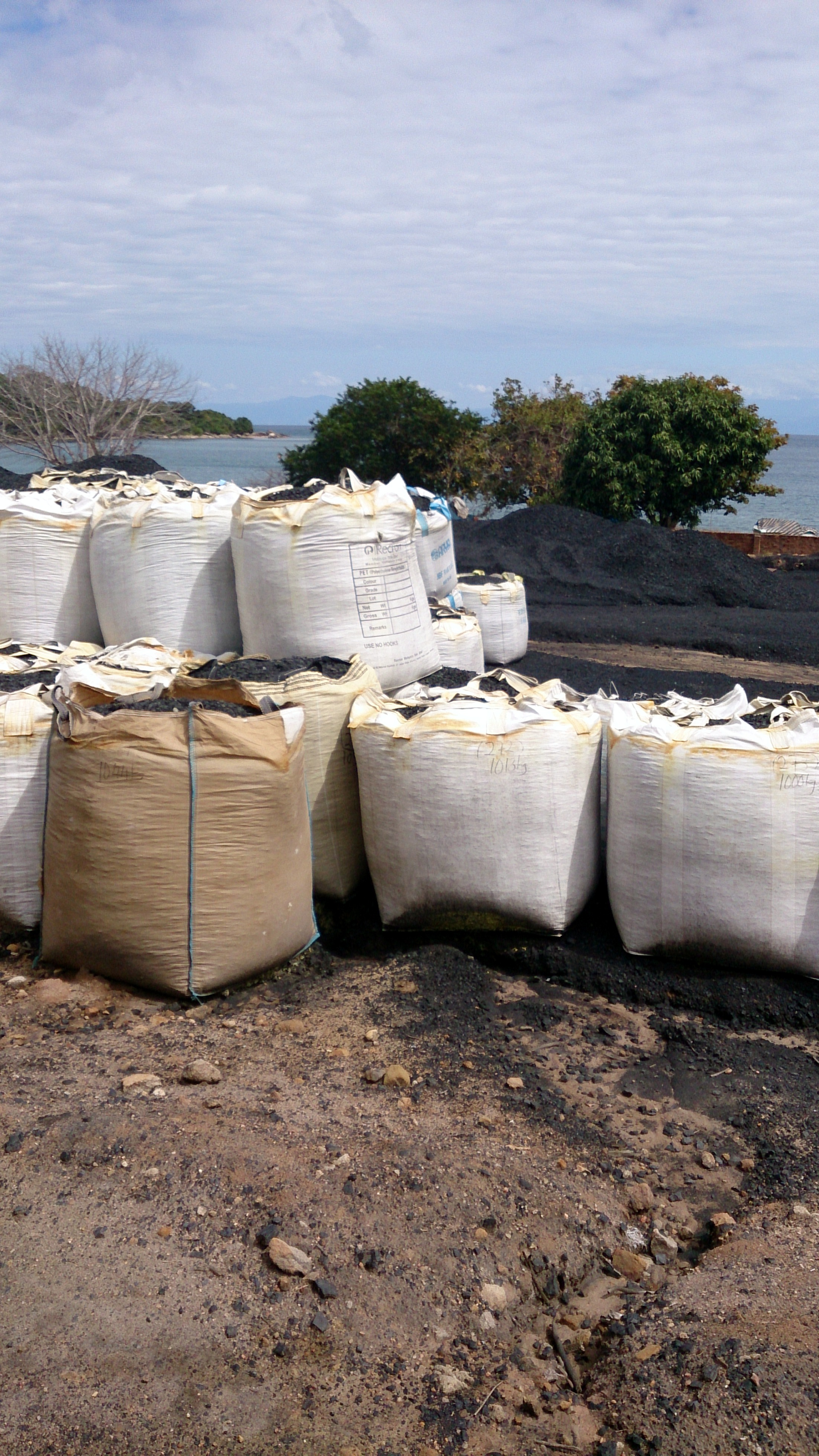
Kohleabbau

## Wirtschaft und Infrastruktur

### Landwirtschaft
Entsprechend der Höhenlage gliedert sich der Distrikt in drei unterschiedliche Landwirtschaftszonen: Hochlagen, Mittellagen und Talräume.
Der natürliche Miombo-Wald kommt verbreitet vor, in den Hochlagen gibt es auch noch unter Schutz gestellte Regenwaldbestände (Forest Reserves). Die Regenzeit beginnt Mitte November und endet im Mai in den Hochlagen und in den Tieflagen beginnt sie Mitte Dezember und endet im April.
Teeplantagen (u. a. Luponde und Lusitu Estate) befinden sich in den regenreichen Hochlagen um 2000 m an der Grenze zum Njombe Distrikt. Angebaut werden sonst im Regenfeldbau hauptsächlich Mais, Bohnen, Erbsen, Weizen, Maniok, Kartoffeln, Sonnenblumen, etwas Kaffee.

### Fischerei
In den Siedlungen am Nyassa-See wird Fischfang zur Eigenversorgung vom Einbaum aus betrieben. Es werden aber auch kleine Fische getrocknet bis zum Markt in Iringa geliefert und zu Fuß über die Berge bis Madunda oder per Bus in die Stadt Njombe gebracht.

### Bergbau
Die im Ludewa-Distrikt abgebaute Kohle wird mit Lastwagen zum Seeufer des Malawisees gebracht und von da mit dem Boot zum Nordende des Sees verschifft. Sie wird in der Zementfabrik bei Mbeya verwertet.

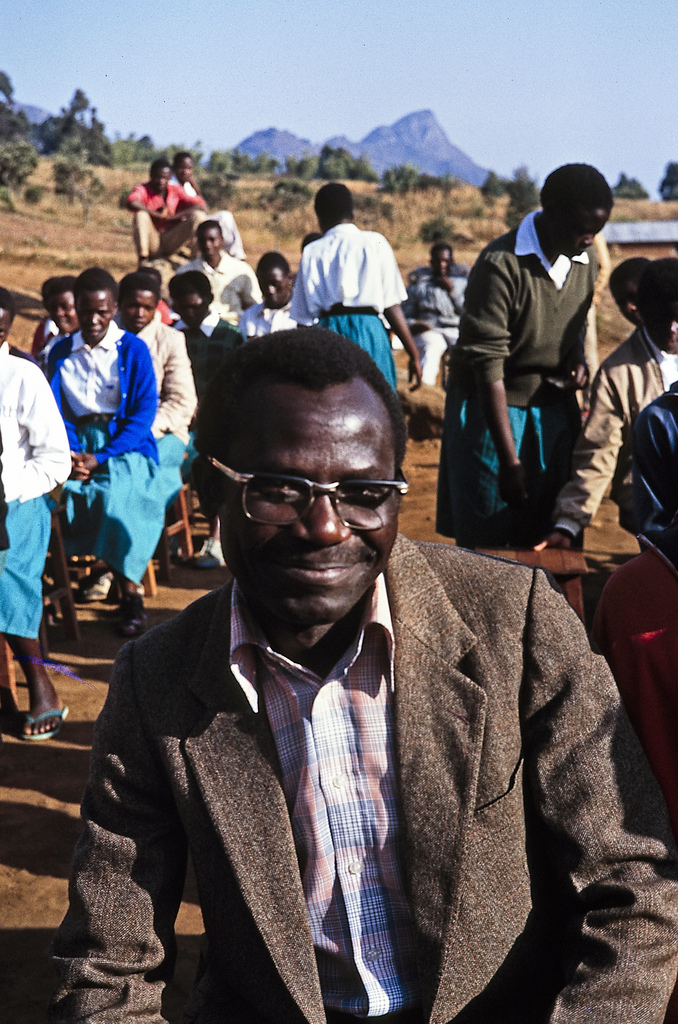
Gerold Pangisa Haule, Gründer und erster Schulleiter der Madunda Secondary School

### Schulen
Im Ludewa-Distrikt gibt es 98 Kindergärten mit 6644 Schülerinnen und Schülern (z. T. als pre primary school geführt), 103 Grundschulen der Klassen 1–7, 17 staatliche Sekundarschulen (mit je 4 Jahrgängen) und 6 private Sekundarschulen mit insgesamt 9919 Schülerinnen und Schülern (2014). Es gibt auch einige Zentren der Erwachsenenbildung, darunter ein „Nurse- and Midwife College“ (Lugarawa), ein Zentrum für handwerkliche Ausbildung (Lugarawa), ein Katecheten-Seminar (Madunda) sowie eine Schule für Behinderte in Mundindi mit etwa 40 Schülerinnen und Schülern.

### Gesundheitsversorgung
Es gibt in Ludewa in der Kreisstadt ein staatliches Krankenhaus und weiterhin zwei kirchliche Krankenhäuser in Lugarawa und Milo, außerdem ein „subhospital“ in Madunda, 6 ländliche Gesundheitszentren und 46 dörfliche Gesundheitsstationen (Dispensaries).

### Straßen
Etwa 1 km der Hauptstraße ist in der Stadt Ludewa asphaltiert, ferner sind die 1359 km Straßen im Distrikt unbefestigt. 16 % der Straßen, 217 km, sind ganzjährig befahrbar. Dazu zählt insbesondere die Njombe-Ludewa-Straße, die inzwischen mehrmals täglich mit einem Bus befahren wird. Von Njombe bis Mkiu-Junction und von dort über Lugarawa bis Mundindi wurde diese Straße 2014 wegen des geplanten Eisenerz-Abbaus in Liganga auf eine Breite bis zu 8 m erweitert.
Über den Ruhuhu Fluss wird eine Motorfähre für Kraftfahrzeuge bis zu einem Gesamtgewicht von 10 t betrieben.

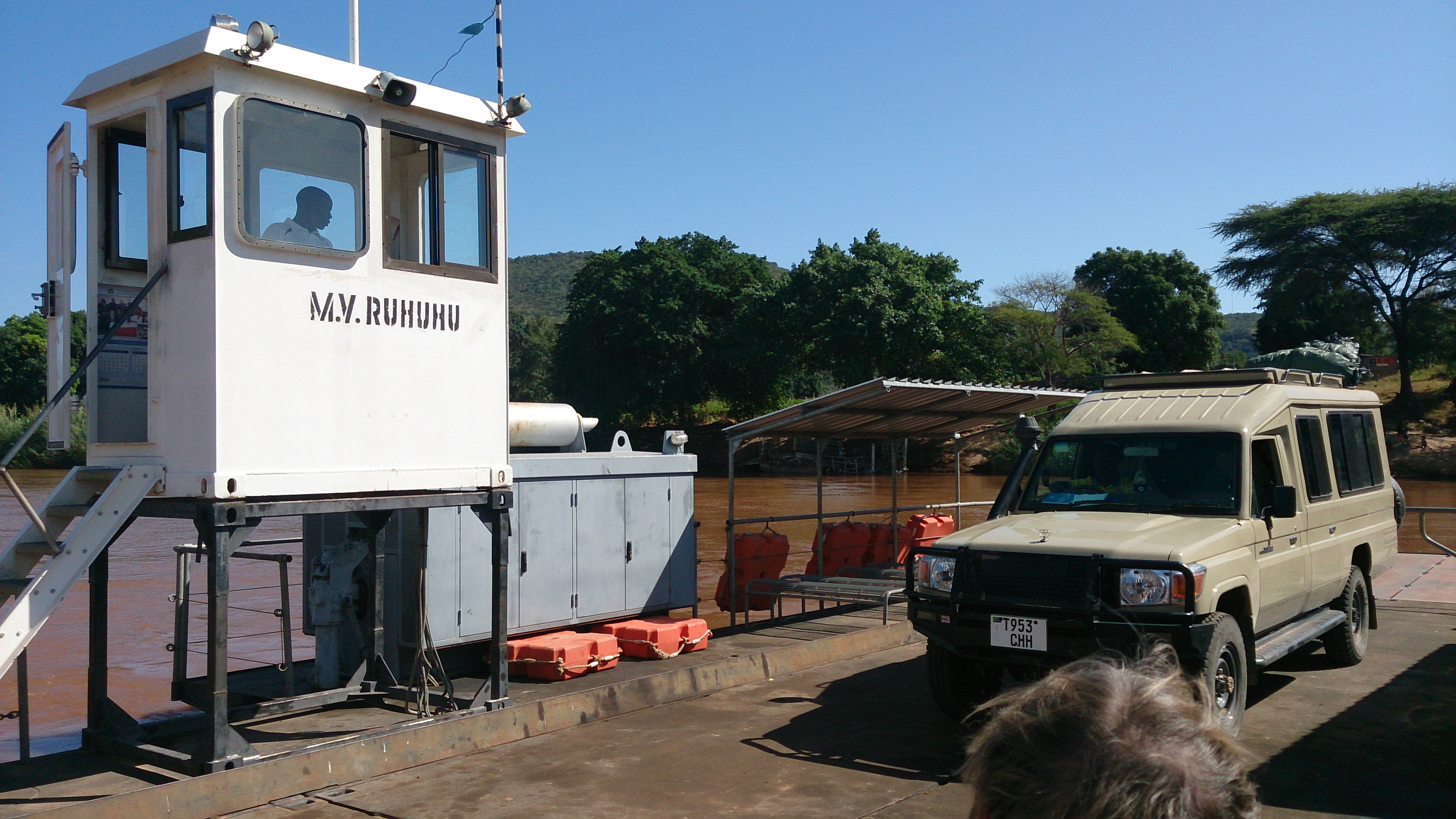
Die Fähre über den Ruhuhu-Fluss kann Fahrzeuge bis zu 10 t Last transportieren (2014)

## Projekte der Entwicklungszusammenarbeit
Zahlreiche staatliche und private Geldgeber und Entwicklungshilfe-NGO waren und sind im Ludewa-Distrikt aktiv. Italienische Hilfe hat eine lange Tradition in Lugarawa. Der Einsatz der Afrikahilfe Schondorf erfolgte ab 1986 mit 33 Containern Materialhilfe zur Ausstattung im Krankenhausbereich und der Bildungsförderung. Er wird jetzt über eine Kooperation mit LUDEFO (Ludewa Development Foundation) für Ausbildungsstipendien fortgesetzt.

### Partnerschaft
Seit 1985 unterhält die Pfarre St. Lukas in Düren eine Partnerschaft mit Mavanga.